# Iberochondrostoma lemmingii
Iberochondrostoma lemmingii är en fiskart som först beskrevs av Steindachner, 1866.  Iberochondrostoma lemmingii ingår i släktet Iberochondrostoma och familjen karpfiskar. IUCN kategoriserar arten globalt som sårbar. Inga underarter finns listade i Catalogue of Life.